# 木浦市
座標: 北緯34度46分 東経126度21分 / 北緯34.767度 東経126.350度

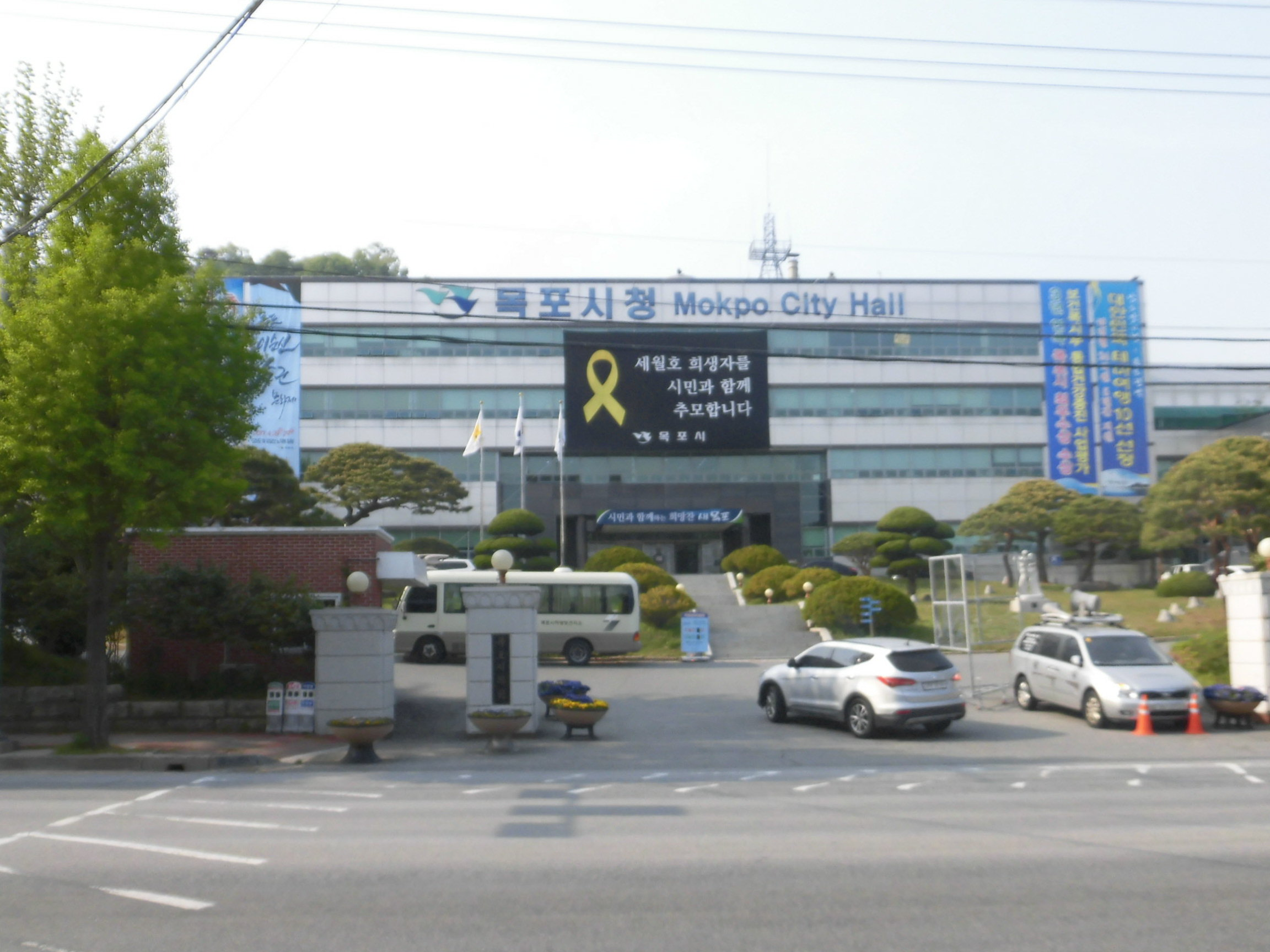
木浦市庁

木浦市（モクポし、モッポし）は、韓国全羅南道西南部の市。

## 概要
李氏朝鮮時代末期に開港場となり発展した港町である。かつては8千人以上の日本人が滞在しており、旧市街地には、日本統治時代の和風建築や近代建築が多数残っている。
木浦市は湖南線の終着点であり、日本本土や中国との交易で栄え、日本統治時代には朝鮮半島有数の大都市だったが、1970年代以降は沈滞した。
戦後日本との経済的関係が途絶えてから、ソウル～釜山の軸を中心に経済成長を図る韓国政府の政策によって、経済成長から取り残され衰退の一途を辿っていた。1990年代以降から旧市街地の東側を中心としてニュータウンが形成され、経済的停滞状況は徐々に改善されている。ただし、後述のような旧市街地とニュータウンとの格差が問題になっている。

## 地理
朝鮮半島最西南端に位置する港町で、北から東にかけては務安郡、南は霊岩郡に接する。西は黄海に面し、海上に浮かぶ島嶼のほとんどは新安郡に属する（一部、木浦市や務安郡など）。有名な新安沖沈没船が引き上げられたのはこのあたりである。

### ニュータウンと旧市街
1990年初頭の頃、従来の市街地の東側に下塘（ハダン）ニュータウンが建設され、同じ頃に木浦市の南側に栄山江を挟んで隣接している霊岩郡の三湖邑に大仏国家産業団地が造成されるとともに、それまで仁川広域市に所在していた旧漢拏重工業（現在の現代三湖重工業）が移転した。
また、2005年頃には光州広域市に所在していた全羅南道庁が、下塘ニュータウンのさらに東側の務安郡域に移転した。こうして全羅南道の道庁所在地として務安、木浦の両市郡を跨って南岳ニュータウンが形成された。
これらの新市街を中心に、木浦市は隣接する務安郡の地域に所在している全羅南道庁およびその附属機関、霊岩郡域に立地した工業地帯のベッドタウンとしても機能している。
しかしその一方、木浦駅・儒達山を中心としている従来の市街地は2008年度に旧市街地活性化条例が制定されたにもかかわらず、長い間沈滞から抜け出せない状態のままであった。
最近では手狭となった木浦漁業協同組合の敷地を別の場所に移転させ、その跡地を再開発したり、廃れつつある下町を芸術の街として作り変えるなど、旧市街を観光都市として再生しようとする動きもある。

### 気候
- 最高気温極値37.0℃（1994年7月24日）
- 最低気温極値-14.2℃（1915年1月13日）
- 過去最深積雪56.1cm（1946年12月10日）

| 木浦市（木浦気象台）の気候                                  | 木浦市（木浦気象台）の気候 | 木浦市（木浦気象台）の気候 | 木浦市（木浦気象台）の気候 | 木浦市（木浦気象台）の気候 | 木浦市（木浦気象台）の気候 | 木浦市（木浦気象台）の気候 | 木浦市（木浦気象台）の気候 | 木浦市（木浦気象台）の気候 | 木浦市（木浦気象台）の気候 | 木浦市（木浦気象台）の気候 | 木浦市（木浦気象台）の気候 | 木浦市（木浦気象台）の気候 | 木浦市（木浦気象台）の気候 |
| 月                                                          | 1月                        | 2月                        | 3月                        | 4月                        | 5月                        | 6月                        | 7月                        | 8月                        | 9月                        | 10月                       | 11月                       | 12月                       | 年                         |
| ----------------------------------------------------------- | -------------------------- | -------------------------- | -------------------------- | -------------------------- | -------------------------- | -------------------------- | -------------------------- | -------------------------- | -------------------------- | -------------------------- | -------------------------- | -------------------------- | -------------------------- |
| 最高気温記録 °C （°F）                                      | 18.0 (64.4)                | 20.1 (68.2)                | 22.4 (72.3)                | 28.4 (83.1)                | 31.0 (87.8)                | 34.4 (93.9)                | 37.0 (98.6)                | 37.0 (98.6)                | 34.2 (93.6)                | 32.1 (89.8)                | 26.5 (79.7)                | 20.8 (69.4)                | 37 (98.6)                  |
| 平均最高気温 °C （°F）                                      | 5.8 (42.4)                 | 7.6 (45.7)                 | 11.9 (53.4)                | 17.5 (63.5)                | 22.3 (72.1)                | 25.7 (78.3)                | 28.4 (83.1)                | 30.0 (86)                  | 26.5 (79.7)                | 21.5 (70.7)                | 14.9 (58.8)                | 8.3 (46.9)                 | 18.4 (65.1)                |
| 日平均気温 °C （°F）                                        | 1.8 (35.2)                 | 3.0 (37.4)                 | 6.9 (44.4)                 | 12.4 (54.3)                | 17.5 (63.5)                | 21.6 (70.9)                | 25.1 (77.2)                | 26.3 (79.3)                | 22.3 (72.1)                | 16.6 (61.9)                | 10.4 (50.7)                | 4.2 (39.6)                 | 14.0 (57.2)                |
| 平均最低気温 °C （°F）                                      | −1.3 (29.7)                | −0.6 (30.9)                | 2.9 (37.2)                 | 8.2 (46.8)                 | 13.5 (56.3)                | 18.5 (65.3)                | 22.7 (72.9)                | 23.5 (74.3)                | 19.0 (66.2)                | 12.7 (54.9)                | 6.6 (43.9)                 | 0.7 (33.3)                 | 10.5 (50.9)                |
| 最低気温記録 °C （°F）                                      | −14.2 (6.4)                | −12.0 (10.4)               | −7.5 (18.5)                | −1.4 (29.5)                | 3.2 (37.8)                 | 9.8 (49.6)                 | 14.8 (58.6)                | 13.7 (56.7)                | 8.4 (47.1)                 | 1.0 (33.8)                 | −5.5 (22.1)                | −11.6 (11.1)               | −14.2 (6.4)                |
| 降水量 mm （inch）                                          | 31.8 (1.252)               | 36.8 (1.449)               | 64.9 (2.555)               | 80.3 (3.161)               | 91.3 (3.594)               | 150.2 (5.913)              | 220.7 (8.689)              | 209.0 (8.228)              | 137.7 (5.421)              | 58.9 (2.319)               | 48.9 (1.925)               | 37.2 (1.465)               | 1,167.7 (45.972)           |
| 平均降水日数 （≥0.1 mm）                                    | 11.0                       | 8.9                        | 9.0                        | 8.7                        | 9.4                        | 9.8                        | 13.2                       | 12.4                       | 8.9                        | 6.2                        | 8.6                        | 11.1                       | 117.2                      |
| 平均降雪日数                                                | 9.5                        | 5.6                        | 1.9                        | 0.1                        | 0.0                        | 0.0                        | 0.0                        | 0.0                        | 0.0                        | 0.0                        | 1.2                        | 7.8                        | 26.1                       |
| % 湿度                                                      | 70.8                       | 70.0                       | 69.1                       | 69.7                       | 73.8                       | 79.8                       | 85.1                       | 81.8                       | 77.1                       | 70.6                       | 69.5                       | 70.0                       | 73.9                       |
| 平均月間日照時間                                            | 147.3                      | 161.2                      | 195.4                      | 212.1                      | 223.3                      | 174.5                      | 159.8                      | 200.8                      | 184.7                      | 211.3                      | 166.6                      | 143.8                      | 2,180.8                    |
| 出典：韓国気象庁 (平均値：1991年-2020年、極値：1904年-現在) |                            |                            |                            |                            |                            |                            |                            |                            |                            |                            |                            |                            |                            |

## 歴史

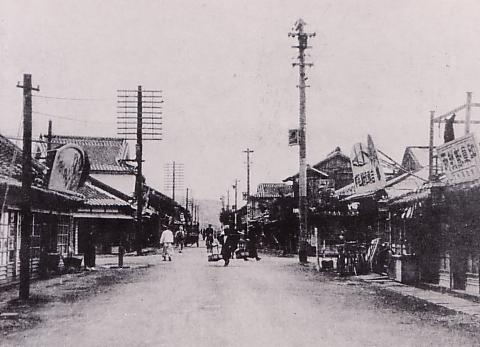
戦前の木浦府の福山町(現在の旧市街地の一部)

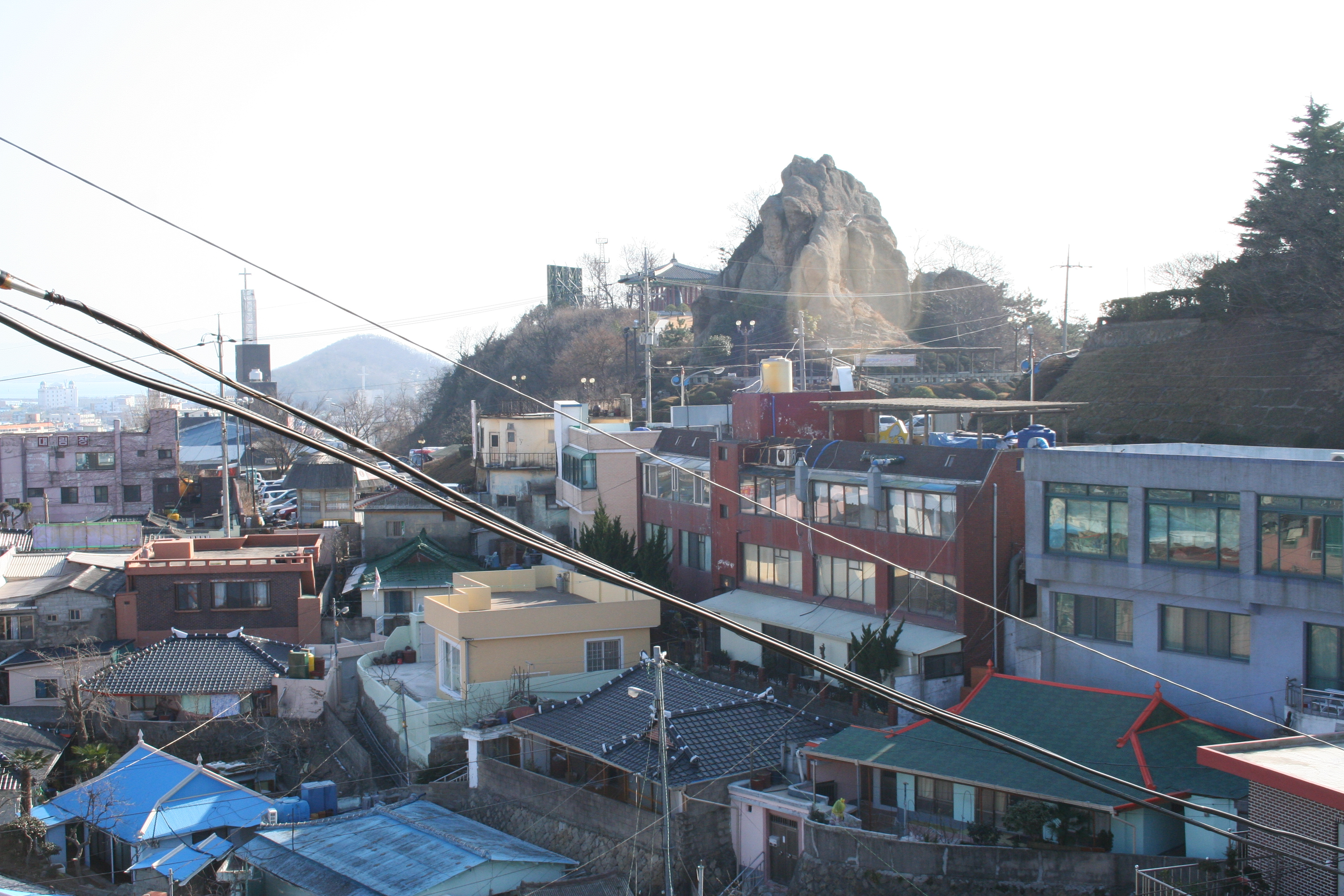
儒達山麓の古い住宅街

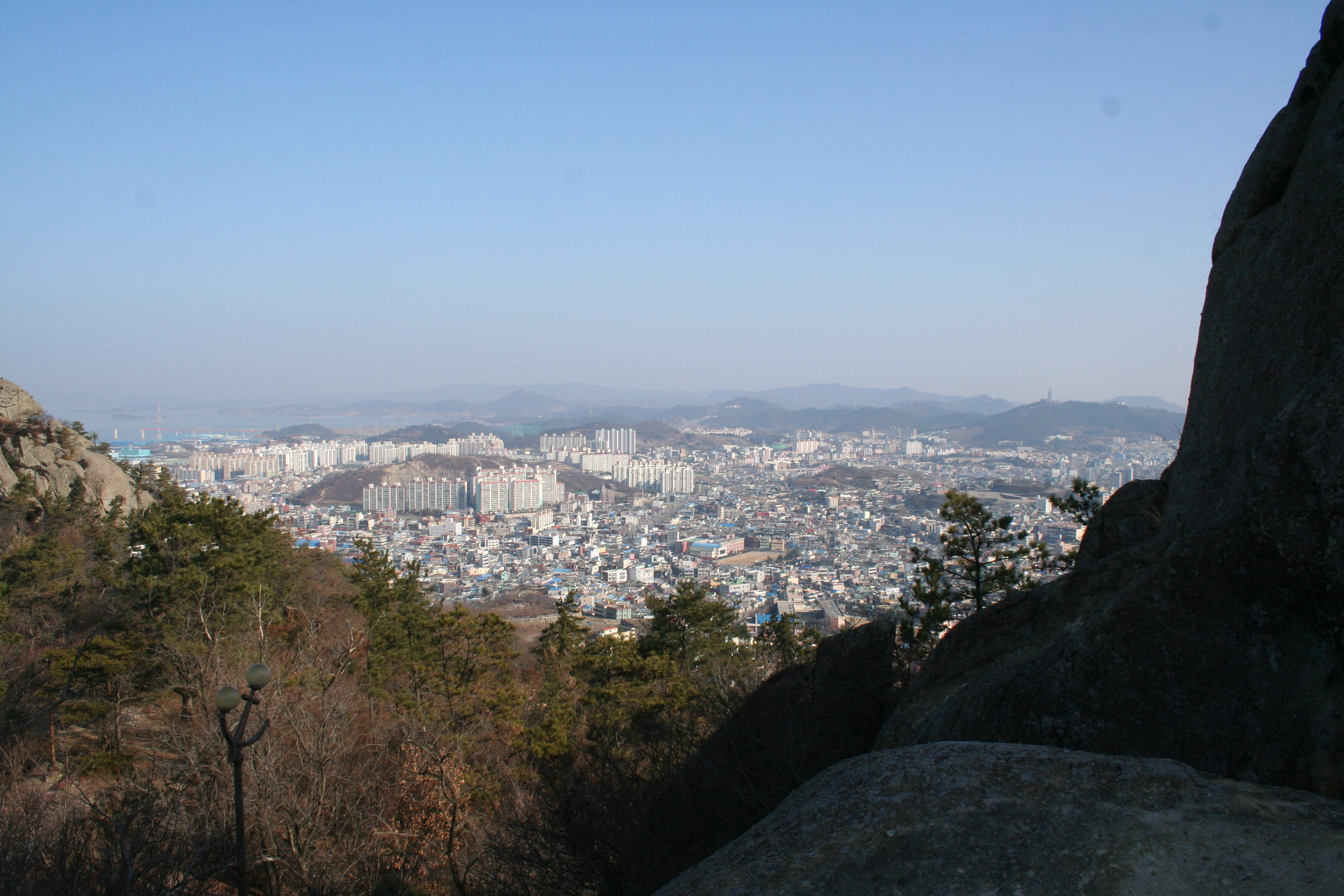
儒達山から市街地を眺め

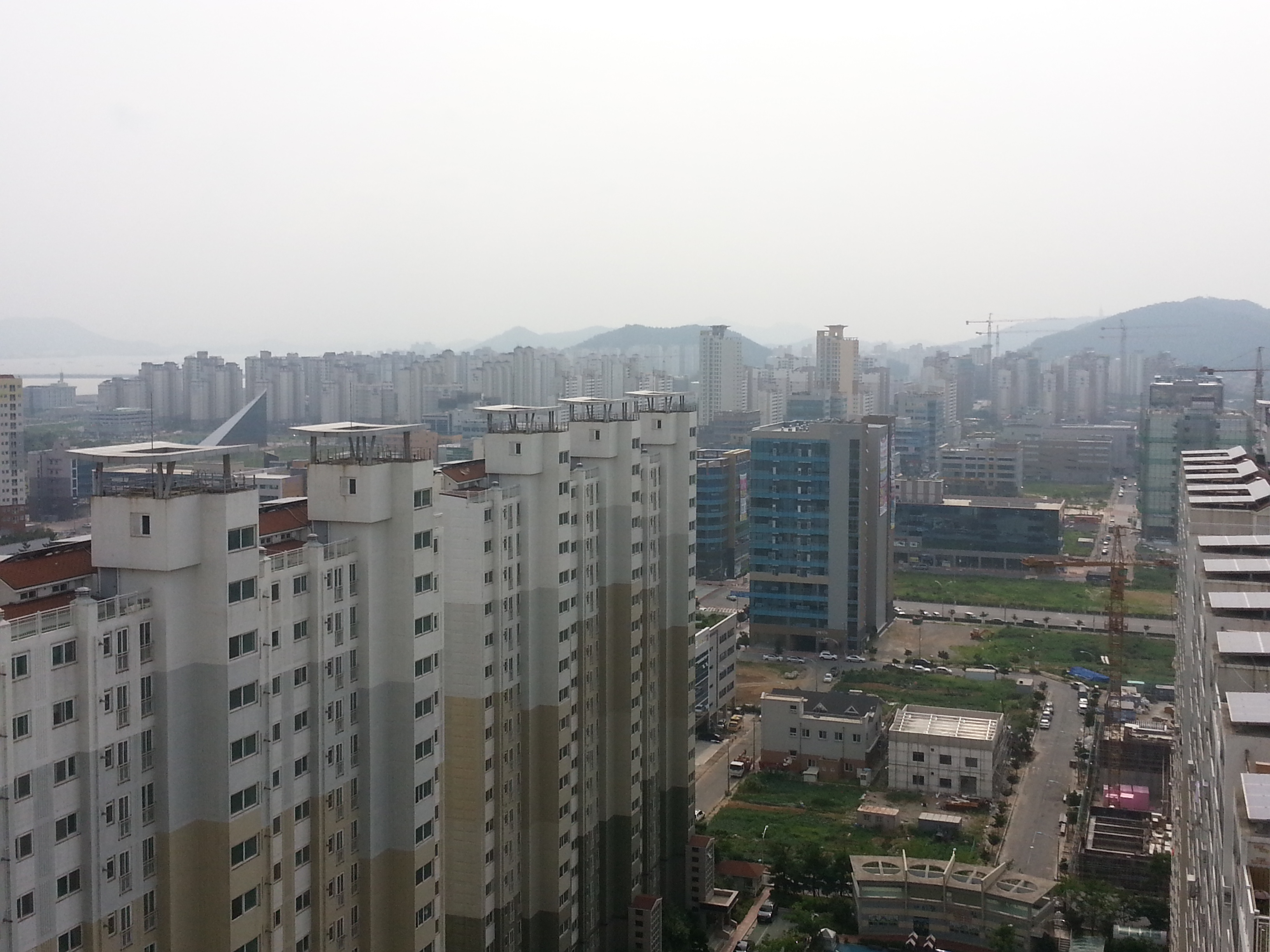
南岳ニュータウンのマンション群

かつて三韓のうち、馬韓に属しており、三国時代には百済の勿阿兮郡、統一新羅時代（南北国時代）には武州に属していた。高麗時代の946年には勿良郡に改称され、995年には海陽道の羅州牧務安県に属していた。木浦の沖合は穀倉地帯であり、中国とも遠くない距離に位置しているため、古代から栄山江の水流を遡り羅州に至る交易路として注目されたと考えられている。

### 高麗
高麗時代の記録から本格的にその存在が確認されるようになったが、正確には王建が弓裔の下にいた泰封時代のことである。弓裔勢力に参加していた海洋勢力の王建は、甄萱の後百済を下から攻め上がるために羅州を占領しようとして、目標に到着し羅州地域を服従させたと言われている。この時、莊和王后と出会い、結婚したことが知られている。木浦と羅州地域は後三国時代の再統一過程で王建にとって大きな力となった。

### 朝鮮
その後、朝鮮時代に入り、木浦鎮が設置された。世宗21年（1439年）には木浦水軍萬戶鎮が別途設置され、近隣の沿岸にある12の島を管理させた。現在の萬戶洞は鎮の地域を記念して付けられた名前である。壬辰倭乱の際、李舜臣将軍が鳴梁海戦で勝利した後、軍艦の再編成と軍糧米の確保のため、木浦と高下島の前に水軍鎮を設置し、108日間滞在したと言われている。
1895年には羅州牧と務安県から独立して木浦鎮または木浦営と呼ばれ、軍事行政業務を担当した。萬戶廳には外国人が多く住んでいた。

### 大韓帝国
木浦が開港したのは1897年10月1日で、仁川より15年遅れたが、釜山と仁川を除けば最も早かったため、かなり早い開港であった。これは地理的要因によるもので、木浦は福岡や長崎から見ると中国大陸を挟んだ中央に位置しており、穀倉地帯である湖南（全羅道）の物産を集めて流通させるため、日本は木浦の開港に注目していた。開港後、日本人居住地が爆発的に増加し、自治機関も設置された。日本人居住地は港を前にした現在の儒達洞一帯であり、日韓併合前には日本領事館が儒達洞近くに位置していた。この建物は木浦文化院として使用され、現在は木浦近代歴史展示館として使われている。
当時、日本人は開港場で商売をすることはできたが、内陸には入ることができなかった。しかし、日本人は木浦近くの榮山浦を起点に田畑を買い始めた。当時、朝鮮政府が課していた税が低かったうえに、日本の田畑の価格の十分の一だったため、土地購入に力を入れた。強制的に開港され、穀倉地帯である湖南の米が集まる場所として、米の日本への輸出が始まった。目標開港後、国内の米価格は6両だったのが、1898年には14両に跳ね上がった。
1898年から1903年には木浦の埠頭労働者たちが資本家に対抗して同盟ストライキを起こした。事件の発端は、日本人が雇用した朝鮮人埠頭労働者たちが昼に水だけを飲み、夜遅くまで働かなければならなかったのに、まともな賃金ももらえなかったためであった。
1905年以降は遊郭が設立され始め、日本人の居住地が拡大する中でその勢力がさらに大きくなり、1914年には現在の錦和洞地域に移転した。ここは「サクラマチ（桜町）」と呼ばれた。錦和洞は現在、旅客船ターミナルの裏手にある水産業協同組合一帯で、儒達洞に近接しており、日本人の集住地として桜の木が広がっていた。
1910年、日韓併合後、務安府から木浦府に改称され、19面を管轄することになった。

### 日本統治時代
木浦が開港した後、莞島を通じて続いていた航路に常に木浦が絡むこととなり、木浦と済州の間を定期的に航行する汽船が運行されるようになった。1921年に設立された巡航船組合の船舶をはじめ、仁川、釜山、麗水を往復する船は目標を中継地点として航行を続けた。
1914年には湖南線鉄道が開通し、大田から木浦間の鉄道が開設された。その年の4月1日、木浦府は分割され、都市地域である府內面だけが木浦府に残り、府內面を除いた木浦府の残りの面と珍島郡全域、珍島郡都草面・安佐面・箕佐面、莞島郡八禽面が務安郡に改編された。すでに木浦港の機能を穀物調達に設定していた日本は、1920年に東洋拓殖株式会社木浦支店を設立し、この建物は現在も残り、木浦近代歴史館として使用されている。
鉄道、造船、漁業加工業が本格化すると、朝鮮人たちは各地から集まり、仕事を探し始めた。日本人の居住地域に近い場所に小さな小屋などを建て、かなり狭い路地を作って住んでいたと言われている。その場所は昔の共同墓地であり、朝鮮総督府が許可を出し、やっと住居が許された場所だった。各種施設が建設される一方で、木浦劇場が作られた。ソウルをはじめとする大都市で、国内人が所有していた劇場は、ソウルの團成社、光州の光州劇場、木浦劇場の三つだけだった。
1932年には務安郡の一部地域が編入され、面積が増え、人口は6万人に達し、6大都市の一つとして成長した。当時、木浦港に集まっていた物品は、一黒（海苔）、三白（綿花、米、塩）の集積地として広く知られるようになった。日本人は、全羅北道に米の群山があるなら、全羅南道には綿の木浦があると形容したが、1930年代初め、木浦の綿花工場の数は20を超え、朝鮮一の綿花輸出港となった。この木浦の綿花は、日本の関西地域の阪神地方に主に売られていた。

### 大韓民国政府創立から現在
1949年に木浦府から木浦市になった後、現在に至るまで木浦市は継続的に面積が拡大してきた。これは1963年の務安郡地域の吸収と干拓による結果であった。1973年、1987年の務安郡三郷一帯の行政編入および1999年の下塘新都市中心部2段階埋立地の住宅地開発事業により、面積は46.02㎢から46.91㎢に増加し、北港近くの海の埋立、三鶴島周辺および忠武洞新港の埋立により面積は47.92㎢にまで拡大し、現在に至っている。
木浦の名所である三鶴島は、1940年に木浦の沖合にあった三鶴島が連陸され、1968年から1973年まで進められた干拓工事で陸地に変わった。三鶴島は大・中・小三鶴島に分かれており、2000年から復元事業が始まった。市民団体からの「拙速行政」という批判が絶えず、困難を伴った事業であった。しかし、2006年には工事開始から6年目に、小三鶴島を原形に近い状態で復元し、水路を挟んで橋を通じて渡れるように3つの島として復元することに成功した。小三鶴島と中三鶴島は5つの橋でつながれ、2007年3月1日から開放されている。
1980年の5・18光州民主化運動の際、木浦地域でも多くの学生運動が起こり、2号広場から木浦駅まで長い行列を作ってデモが行われた。当時、木浦駅は学生運動の拠点であり、呼びかけ集会や対策を講じる市民が集まる場所だった。
木浦の成長に決定的な要因となったのは、日本統治時代に湖南線が開通し、港として多機能を持つようになったことであった。湖南線の終着駅として、今日まで機能しており、2004年4月1日にはKTXが開通し、2015年4月2日には湖南高速鉄道1段階が開通、木浦とソウルが2時間台で近づいた。また、三鶴島の復元事業とともに南港の発展が加速しており、観光を中心とする北港と物流専用の新外港を軸にして港湾運営が行われている。
21世紀に入って木浦の魅力として浮上したのは、木浦新港・務安国際空港建設などの社会基盤施設への投資促進と、大佛国家産業団地の造成により産業基盤施設が拡充され、全羅南道庁の移転に伴う南嶽新都市開発の影響で、南西海岸時代の中枢都市として浮上する可能性があると見られている。特に中国の発展により、上海、香港など中国南東部との連携発展の可能性が注目される都市として浮上している。

### 年表
- 百済の勿阿兮郡
- 757年 - 務安郡設置
- 1439年（世宗21年） - 木浦万戸鎮設置（『木浦市公式サイト』木浦市の歴史）
- 1885年 - 務安郡に編入、鎮を廃止
- 1897年 - 開港
- 1910年 - 務安府から木浦府に改称[10]
- 1914年1月11日 - 湖南線開通
- 1914年4月1日 - 郡面併合により、府内面が新たな木浦府に昇格。金洞面・進礼面・佐村面・厳多面・新老面が咸平郡に編入。木浦府の農村部（咸平郡編入区域は除く）と智島郡の大部分（古群山面・蝟島面・落月面を除く）・莞島郡八禽面・珍島郡都草面を務安郡として編成。
- 1932年 - 務安郡二老面の一部（竹僑里および山亭里・龍塘里の各一部）を編入
- 1949年8月15日 - 木浦府が木浦市に改称
- 1963年1月1日 - 務安郡二老面の一部（山亭里・上里・龍塘里・達里・訥島里）を編入
- 1973年7月1日 - 務安郡三郷面の一部（石峴里）を編入
- 1987年1月1日 - 務安郡三郷面の一部（玉岩里・大陽里）を編入
- 2004年 - KTX開業

## 行政

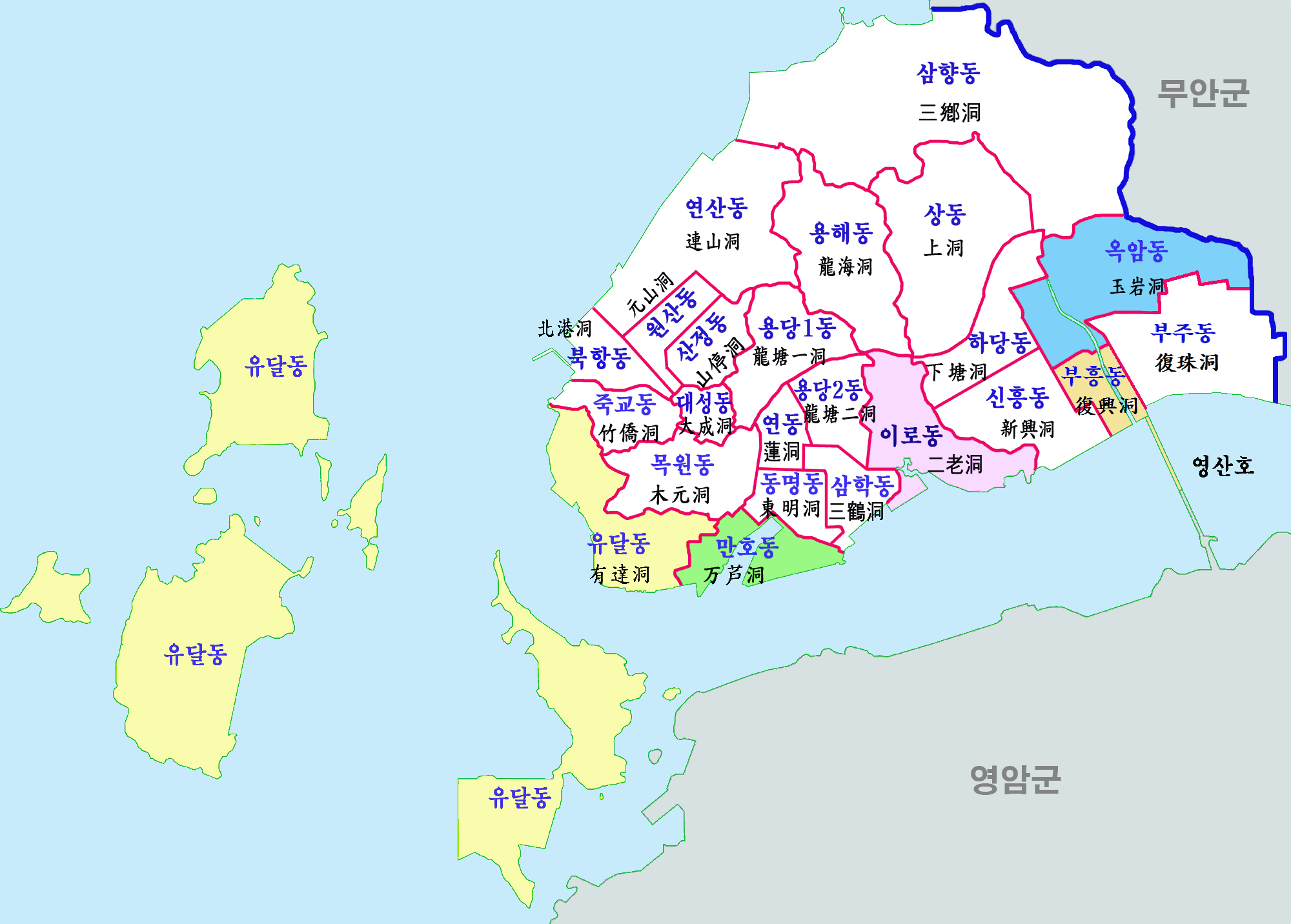
行政区域図

### 行政区域
| 行政洞  | 法定洞 |
| ------- | --- |
| 龍塘1洞 | 龍塘洞、山亭洞 |
| 龍塘2洞 | 龍塘洞 |
| 蓮洞    | 山亭洞、湖南洞、龍塘洞 |
| 山亭洞  | 山亭洞、連山洞、龍塘洞 |
| 大成洞  | 大成洞、陽洞、山亭洞、湖南洞 |
| 木原洞  | 南橋洞、大成洞、大安洞、明倫洞、務安洞、北橋洞、常楽洞1街、常楽洞2街、陽洞、竹洞、竹橋洞、昌平洞、測候洞、湖南洞 |
| 東明洞  | 東明洞、湖南洞、山亭洞、光洞1街、光洞2街、光洞3街 |
| 三鶴洞  | 山亭洞 |
| 万戸洞  | 京洞1街、京洞2街、錦洞1街、錦洞2街、大義洞1街、大義洞2街、大義洞3街、宝光洞1街、宝光洞2街、宝光洞3街、万戸洞、福満洞、山亭洞、寿康洞1街、寿康洞2街、栄海洞1街、栄海洞2街、柳洞、中央洞1街、中央洞2街、中央洞3街、祝福洞1街、祝福洞2街、祝福洞3街、港洞、海岸洞1街、海岸洞2街、海岸洞3街、海岸洞4街、幸福洞1街、幸福洞2街、仲洞1街、仲洞2街 |
| 儒達洞  | 京洞1街、京洞2街、錦和洞、達洞、大義洞1街、大義洞2街、大義洞3街、西山洞、温錦洞、儒達洞、栗島洞、竹橋洞、中央洞1街、中央洞2街、中央洞3街 |
| 竹橋洞  | 竹橋洞、大成洞、山亭洞 |
| 二老洞  | 龍海洞 |
| 龍海洞  | 龍海洞 |
| 北港洞  | 山亭洞、竹橋洞 |
| 連山洞  | 山亭洞、連山洞 |
| 元山洞  | 山亭洞、連山洞 |
| 上洞    | 上洞、石峴洞 |
| 下塘洞  | 上洞、石峴洞 |
| 新興洞  | 上洞 |
| 三郷洞  | 大陽洞、石峴洞 |
| 玉岩洞  | 玉岩洞 |
| 復興洞  | 玉岩洞 |
| 浮珠洞  | 玉岩洞 |

### 警察
- 木浦警察署
  - 下塘派出所
  - 駅前派出所
  - 蓮洞派出所
  - 山亭派出所
  - 上洞派出所
  - 二老派出所
  - 中央派出所
  - 竹橋派出所
  - 龍塘派出所
  - 三鶴派出所

### 消防
- 木浦消防署
  - 湖南119安全センター
  - 京洞119安全センター
  - 三鶴119安全センター
  - 連山119安全センター

## 国の施設
- 国立海洋博物館
- 西海地方海洋警察庁
- 木浦海洋警察署
- 木浦地方海洋港湾庁
- 光州地方法院の木浦支院
- 光州地方検察庁の木浦支検

## 教育
- 木浦大学 - 市域外の務安郡に所在
- 木浦海洋大学校

## 交通

### 鉄道
- 韓国鉄道公社(KORAIL)
  - 湖南線：任城里駅 - 木浦駅

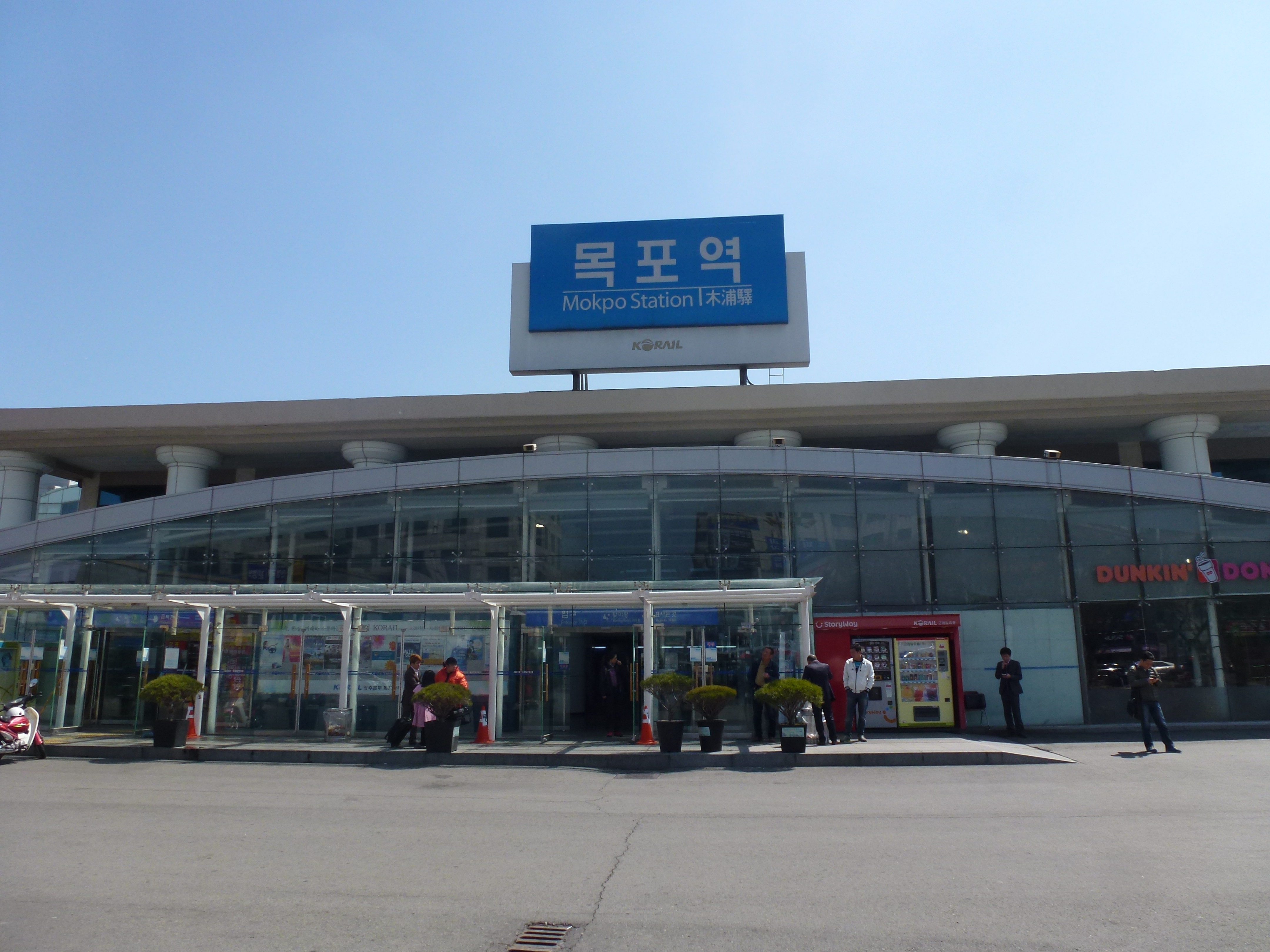
木浦駅

    - 木浦駅には高速鉄道のKTX・SRTが乗り入れる。ソウル特別市内の龍山駅までKTXで最速2時間10分、水西駅までSRTで最速2時間18分。
    - 龍山駅へのITX-セマウル・ムグンファ号が発着するほか、ムグンファ号は光州駅・釜田駅（釜山広域市）への列車も設定されている。

### バス
- 木浦共用バスターミナル
  - 高速バスは、ソウル高速バスターミナルへは40分間隔で運行しており、所要時間は3時間55分。その他仁川、水原、大邱経由亀尾行きがある。
  - 市外バスは釜山西部バスターミナルへは1日6本で所要時間約5時間。その他東ソウル総合バスターミナル・光州行きなど道外、また全羅南道各域とのバスの便が発着。

### 道路
- 国道1号線は木浦市が起点となっている。正式には新義州市までの路線であるが、軍事境界線により分断されているため、実質は京畿道坡州市までの路線となっている。
- かつては国道2号線も木浦市が起点であったが、新安郡の長山島を起点とし、島々を巡ってから木浦市を経由するルートに変更された。終点は釜山広域市。
- 西海岸高速道路の起点は木浦インターチェンジであり、インターチェンジ敷地にも市域が含まれるが、正式には務安郡に所在とされている。

### 船
- 済州島との間を結ぶフェリーのほか、木浦市域・新安郡の各島への船便が木浦港から発着している。
- かつては中国上海との間を結ぶフェリーも運行していた（今は休止）。

### 空港
- 務安国際空港が15km北に立地している。

## 著名な出身者・ゆかりの人物
- 金大中 - 大韓民国第15代大統領　1924年1月6日に荷衣島（現在の新安郡荷衣面）で生まれ、1936年秋に家族とともに木浦に移住。木浦公立商業学校（現･木商高校）（朝鮮語版）を卒業し、木浦で海運会社経営を行うなど実業家として活躍。国会議員当選6回のうち2回は木浦市選挙区からの選出。死去の約4年後の2013年6月には木浦市内に金大中ノーベル平和賞記念館が開館。
- 劉南碩 - 大韓民国第7代憲法裁判所長[11]
- 与謝野鉄幹 - 1873年（明治6年）2月26日に京都府岡崎町生まれの歌人で、与謝野晶子の夫. 1895年（明治28年）10月8日の閔妃暗殺事件への関与が疑われたが、事件当日の鉄幹はこの木浦に出かけていて、事件現場の京城にはいなかったアリバイによって免訴となった。
- 金芝河 - 詩人。木浦市大安洞に生まれた[12]。

## 姉妹都市・友好都市
- 1984年別府市（日本大分県）
- 1992年連雲港市（中国江蘇省）
- 2007年アモイ市（中国福建省）
- 1962年ハンメルフェスト（ノルウェー）

## 関連文献
- 永野慎一郎 (2010年10月15日). “朝鮮半島西南端の港・木浦市と日本との関係（中)” (PDF).   アジア近代化研究所. pp. 1-5. 2017年5月8日閲覧。
- 永野慎一郎 (2012年12月10日). “朝鮮半島西南端の港・木浦市と日本との関係（下)” (PDF).   アジア近代化研究所 IAM e-Magazine 第3号. pp. 1-9. 2017年5月8日閲覧。